# Coccobius popei
Coccobius popei är en stekelart som först beskrevs av Girault 1915.  Coccobius popei ingår i släktet Coccobius och familjen växtlussteklar. Inga underarter finns listade i Catalogue of Life.